# Želatovice
Želatovice település Csehországban, Přerovi járásban. Želatovice Tučín, Čechy, Přerov, Beňov és Podolí településekkel határos. Lakosainak száma 543 fő (2024. január 1.).

## Népesség
A település lakosságának változását az alábbi diagram mutatja:
| Lakosok száma | 475  | 595  | 610  | 601  | 530  | 546  | 545  | 532  | 522  | 543  |
|               | 1869 | 1900 | 1921 | 1961 | 1980 | 2011 | 2016 | 2019 | 2021 | 2024 |